# Loyd Jowers
 (septembre 2013).
Si vous disposez d'ouvrages ou d'articles de référence ou si vous connaissez des sites web de qualité traitant du thème abordé ici, merci de compléter l'article en donnant les références utiles à sa vérifiabilité et en les liant à la section « Notes et références ».
Loyd Jowers (né le 20 novembre 1926 et mort le 20 mai 2000 à Union City dans le Tennessee) était le propriétaire d'un restaurant (Jim's Grill) près du Lorraine Motel à Memphis, où le Dr Martin Luther King Jr. a été assassiné en 1968.

## Biographie
En décembre 1993, Jowers est apparu sur la chaîne ABC Prime Time Live et a raconté les détails d'un complot impliquant la mafia et le gouvernement américain pour tuer Martin Luther King. Selon Jowers, James Earl Ray était un bouc émissaire, pas impliqué dans l'assassinat. Jowers croyait que le lieutenant-officier Earl Clark de la police de Memphis avait tiré le coup mortel.
En 1999, Coretta Scott King, veuve de Martin Luther, et les autres membres de la famille King, gagnent un procès civil contre Loyd Jowers et « d'autres conspirateurs ». Lors du procès, Jowers raconte avoir reçu 100 000 dollars pour organiser l'assassinat de Martin Luther King,. Le jury de six Noirs et six Blancs le juge coupable et mentionne que « des agences fédérales étaient associées » au complot de l'assassinat.
En 2000, le département de la Justice des États-Unis termine une enquête sur les révélations de Jowers, mais ne trouve aucune preuve qui pourrait démontrer une conspiration. Le rapport d'enquête recommande qu'il n'y ait aucune nouvelle recherche. Il ne contient pas de nouveaux faits fiables.